# The Crystal Ship
The Crystal Ship ist ein Song der Doors, der im Jahre 1967 auf dem Album The Doors veröffentlicht wurde.

## Geschichte
Jim Morrison schrieb das Lied im Herbst 1965. Laut Schlagzeuger John Densmore schrieb er das Liebeslied nach der Trennung von seiner Freundin Mary Werbelow im Herbst 1965.
Die Inspiration für das Stück war angeblich die Bohrinsel Holly vor der Küste von Isla Vista bei Santa Barbara, die Morrison eines Nachts am Strand sah. Die Bohrinsel sah bei Beleuchtung aus wie ein Kristallschiff (Crystal Ship).

## Sonstiges
1989 wurde das Lied in dem Film Das dreckige Spiel mit James Woods und Robert Downey Jr. verwendet. In Akte X – Der Film hört Fox Mulder das Lied während einer Selbstfindungskrise in einer Bar.
In der 1222. Folge der Krimi-Reihe Tatort  „Du bleibst hier“ hilft es dem Kommissar Peter
Faber, sich wieder an die Gespenster seiner Kindheit zu erinnern. Auch in der 14. Folge der zweiten Supernatural-Staffel fand der Song Verwendung. Im japanischen Roman 限りなく透明に近いブルー (Almost Transparent Blue, deutsch Blaue Linien auf transparenter Haut) von Murakami Ryū aus dem Jahr 1976, wird das Lied erwähnt.
Von den 1970ern bis zu den frühen 1980er-Jahren gab es eine Doors Cover-Band aus New Jersey, die sich „The Crystal Ship“ nannte.